# Baldachin Notre-Dame (Bodilis)

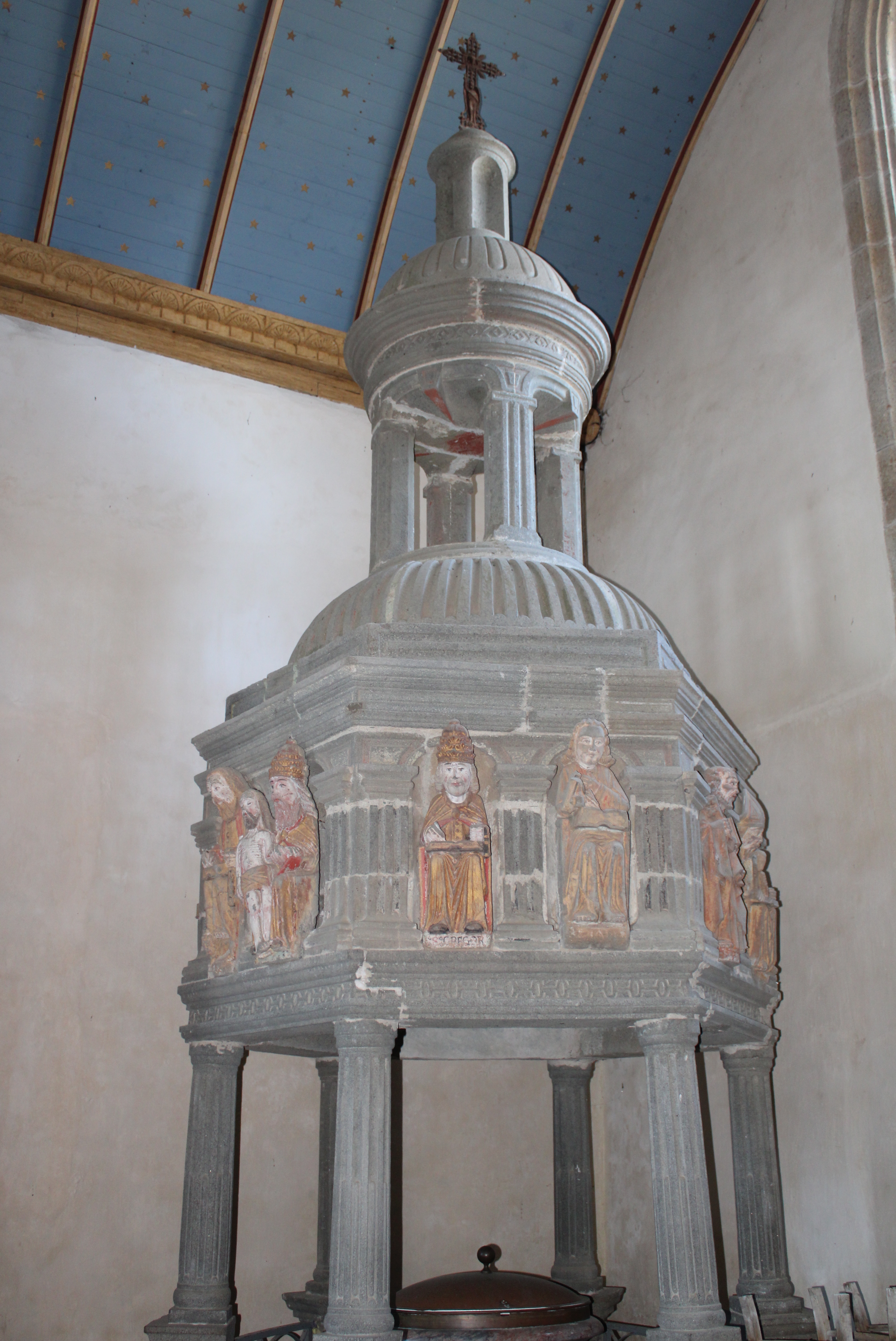
Baldachin über dem Taufbecken

Der Baldachin über dem Taufbecken in der Kirche  Notre-Dame in Bodilis, einer französischen Gemeinde im Département Finistère in der Bretagne, wurde im 16. Jahrhundert geschaffen. Im Jahr 1914 wurde er als Monument historique in die Liste der geschützten Objekte (Base Palissy) in Frankreich aufgenommen.
Der Baldachin aus Kersantit im nördlichen Seitenschiff steht auf sechs kannelierten Säulen. An den Außenseiten des sechseckigen Aufbaus stehen sieben Skulpturen in Nischen mit folgender Darstellung: Gnadenstuhl, Kirchenlehrer Ambrosius von Mailand, Papst Gregor der Große, Apostel Petrus, Evangelist Markus, Evangelist Matthäus und Evangelist Johannes.
Das Kuppeldach wird von einer Laterne mit Kreuz bekrönt.

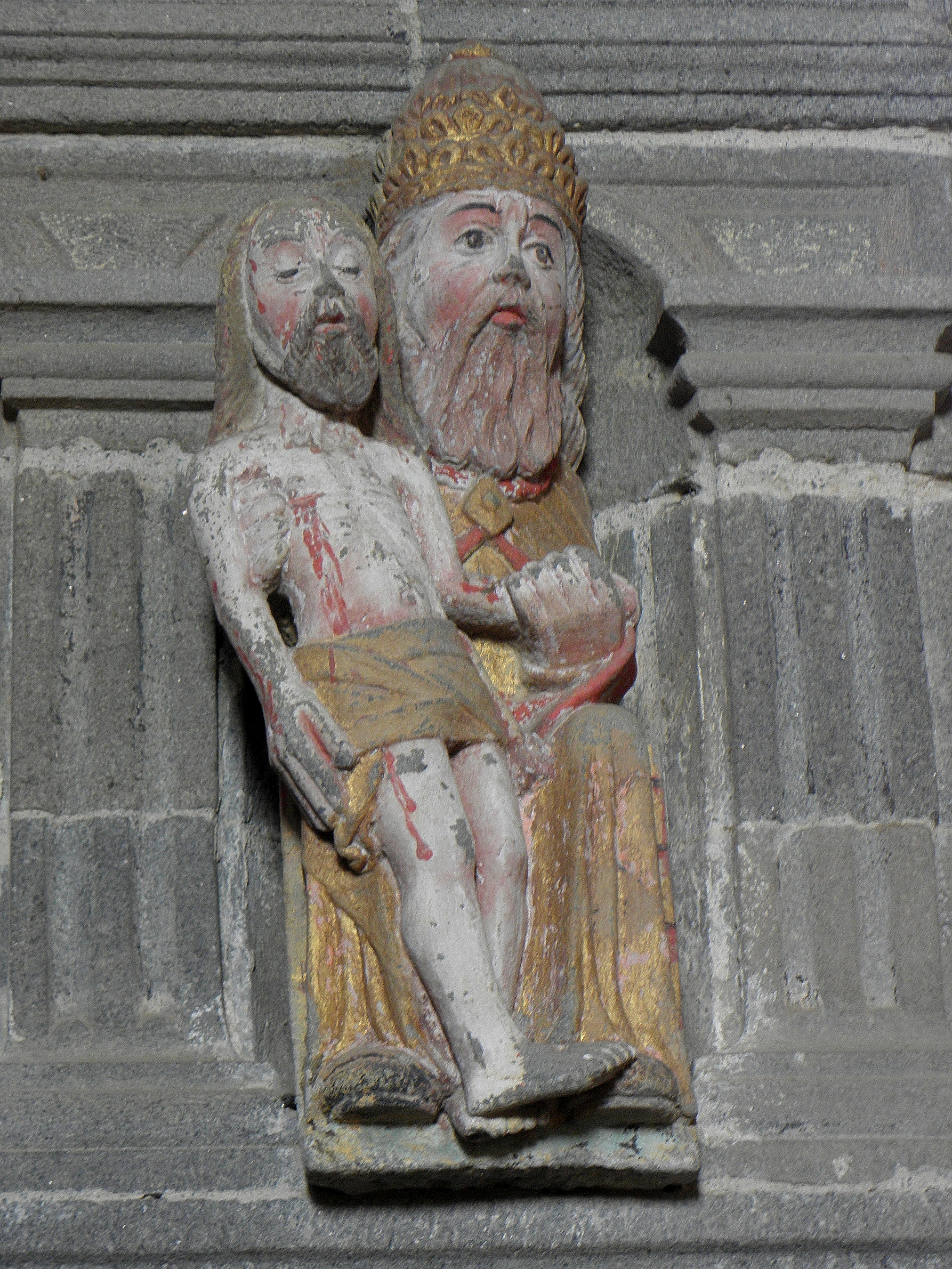
Gnadenstuhl
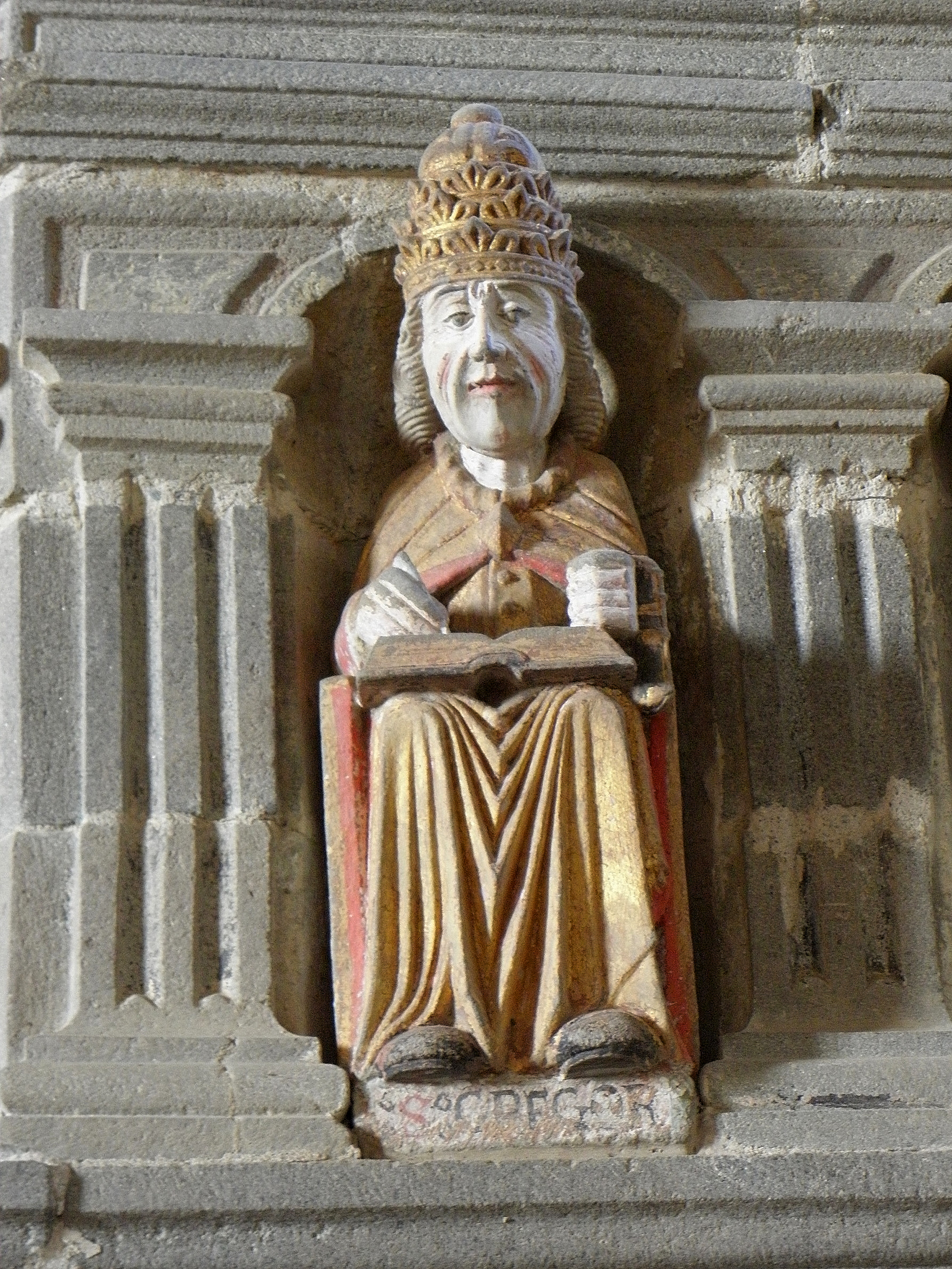
Papst Gregor der Große
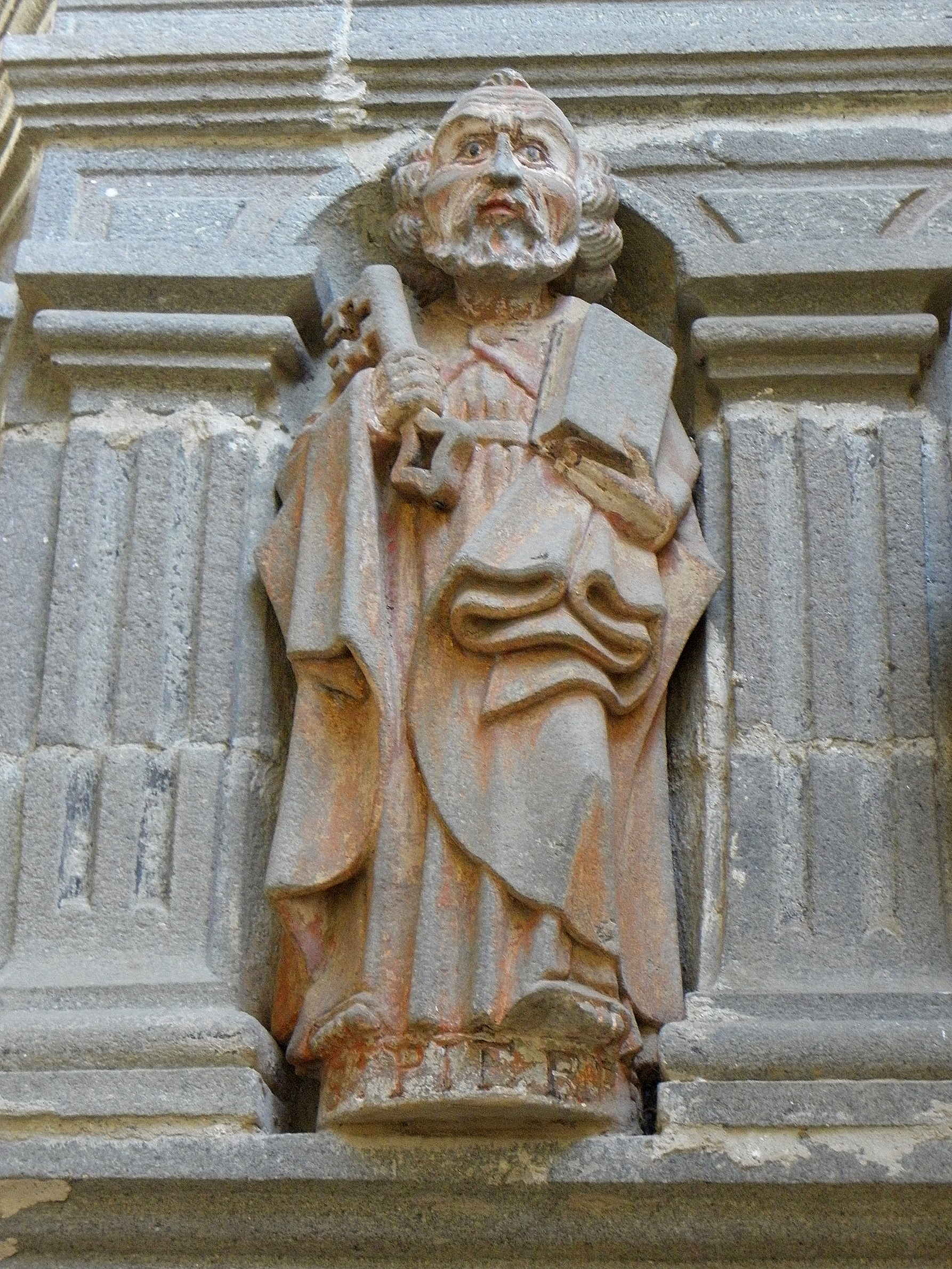
Apostel Petrus
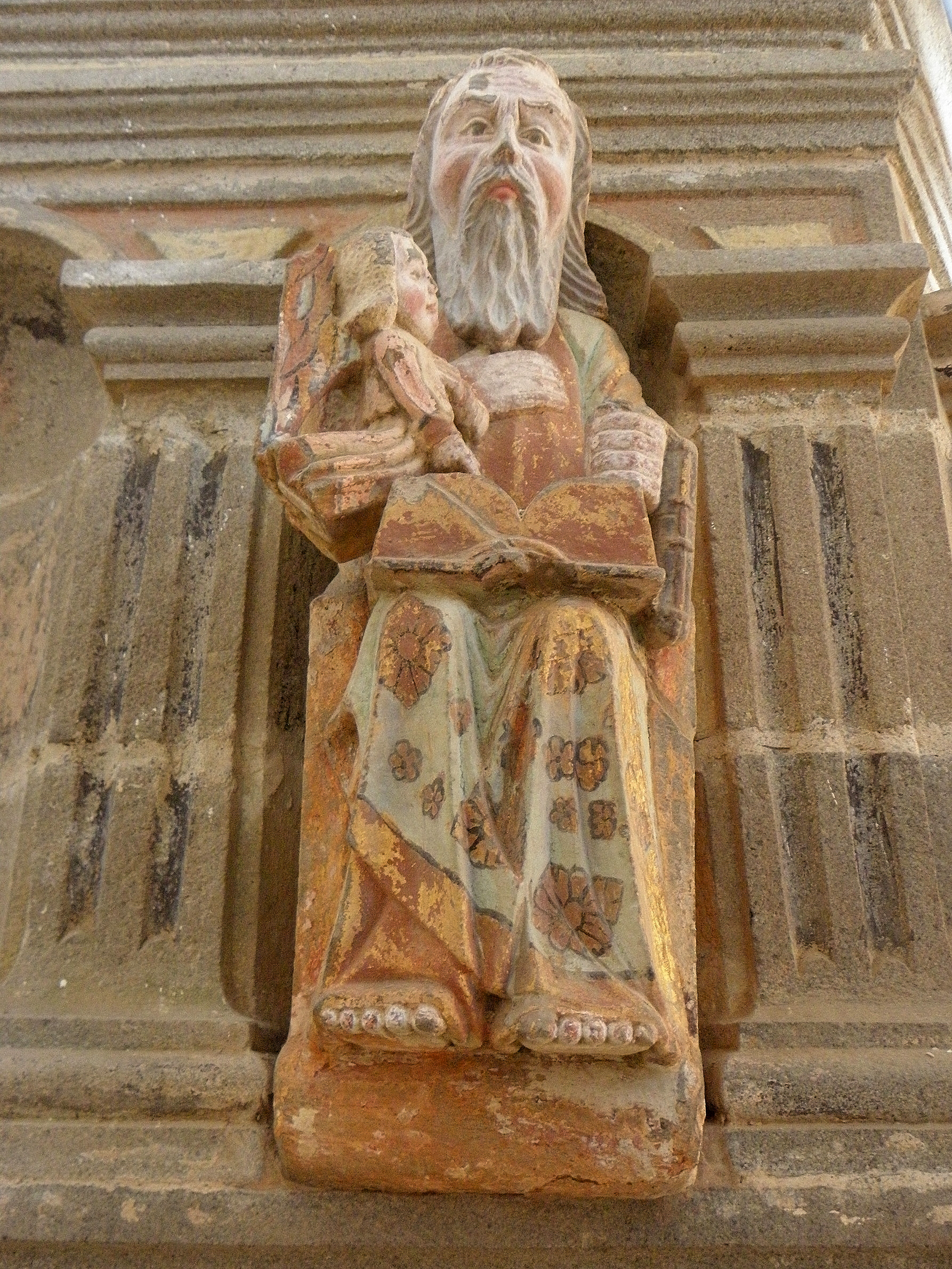
Evangelist Matthäus